# Wilder See (Südtirol)

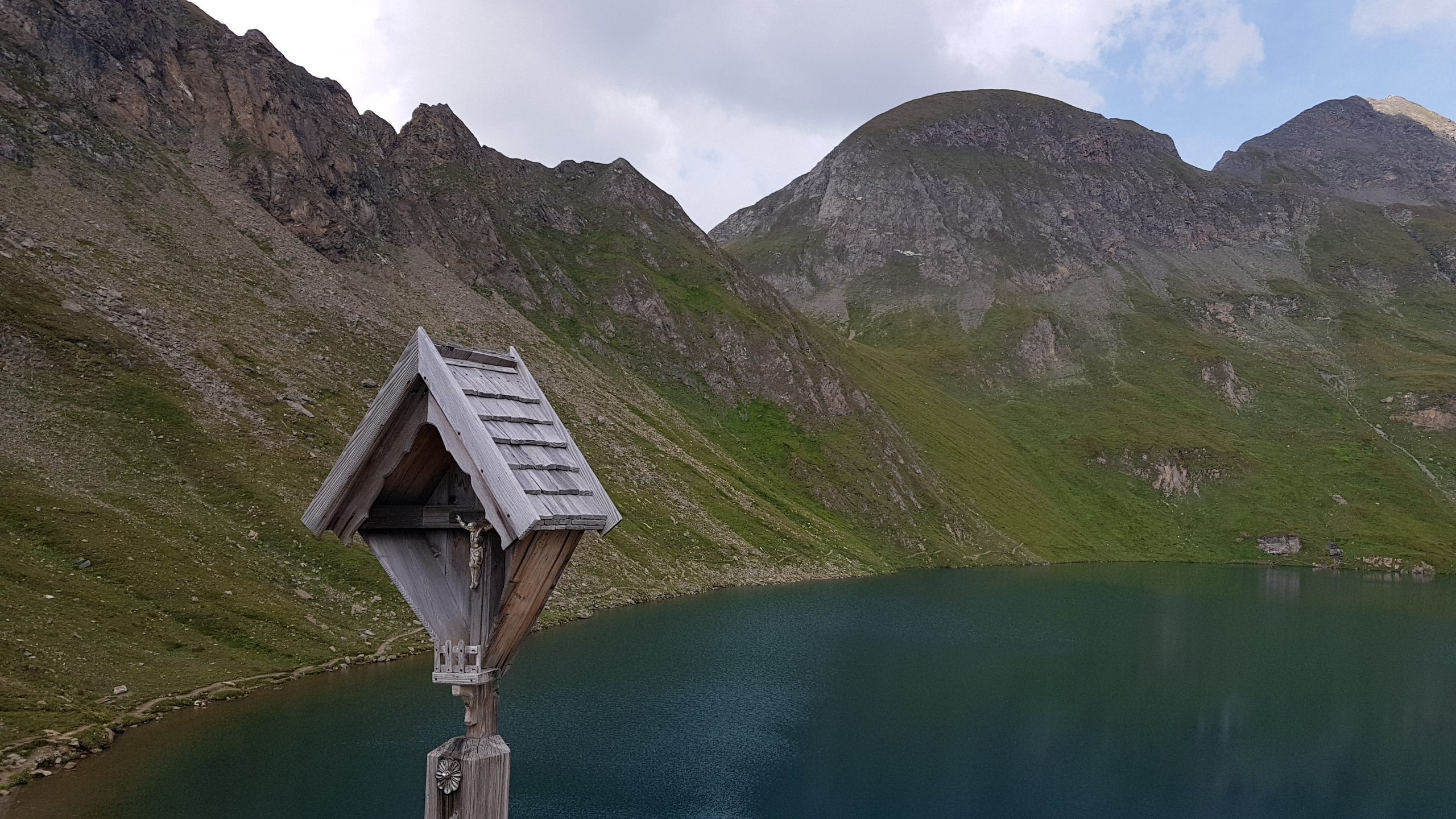
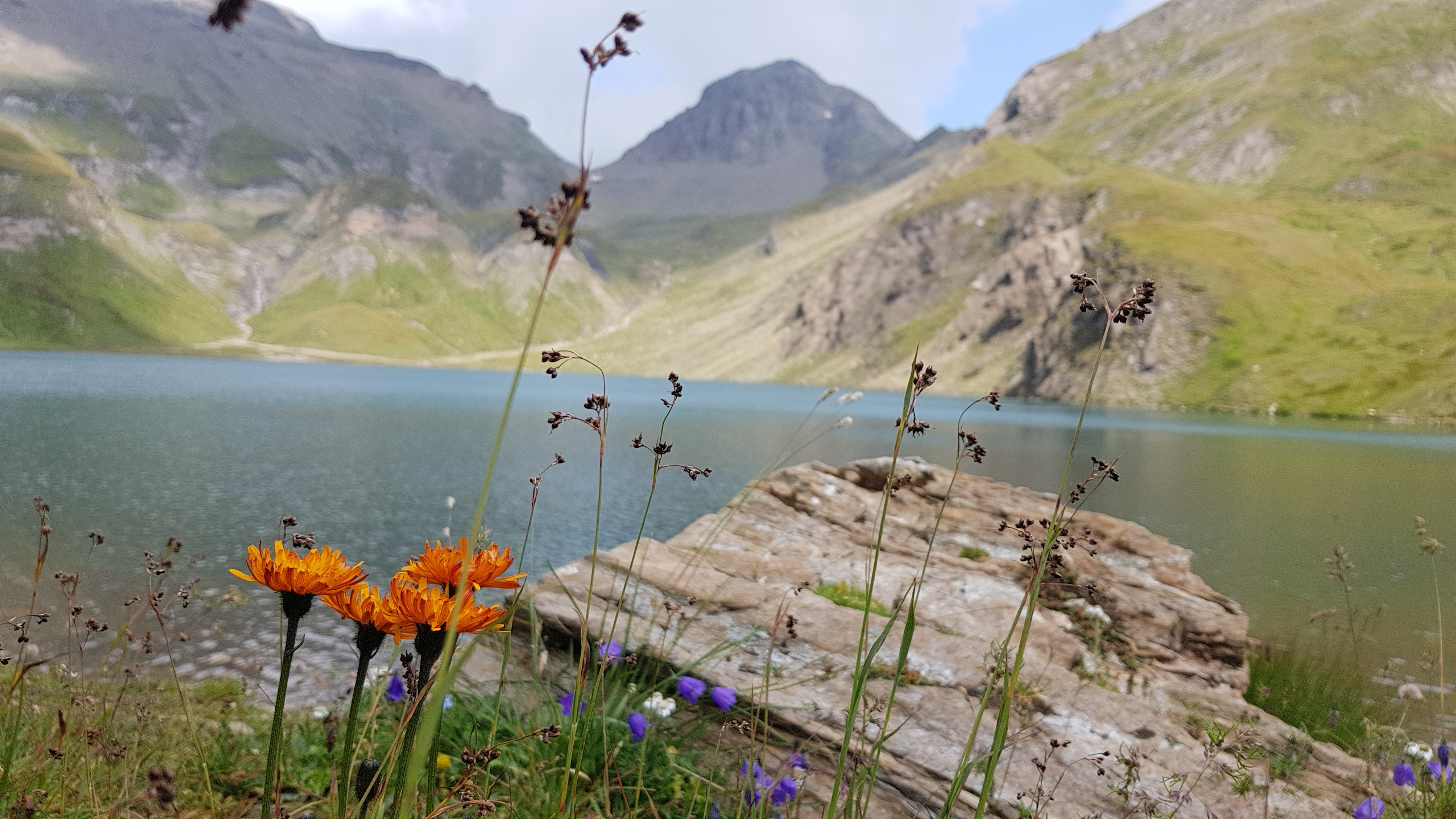

Der Wilde See (italienisch Lago Selvaggio) ist ein Bergsee in den Pfunderer Bergen in Südtirol (Italien). Er liegt auf 2538 m Höhe in einem Seitental des Valler Tals zu Füßen der Wilden Kreuzspitze. Mit knapp 470 m Länge und 340 m Breite ist er einer der größten Gebirgsseen Südtirols, mit einer Tiefe von 46 m ist er zugleich der tiefste Bergsee Südtirols.